# Mordellistena argutula
Mordellistena argutula es una especie de coleóptero de la familia Mordellidae.

## Distribución geográfica
Habita en las Seychelles.